# Slaapdeprivatie
Slaapdeprivatie is het beletten van een organisme (een mens of dier) om te kunnen slapen. Het is ook een methode toegepast in slaaponderzoek om te onderzoeken wat de functie is van slaap. Als mensen een nacht niet slapen uit zich dat in slaperigheid en sufheid. Meer ernstige stoornissen in mentale en gedragsfuncties kunnen optreden bij perioden van langdurige onthouding van slaap.

## Methoden
De volgende methoden zijn hierbij toegepast:
- Volledige slaaponthouding (de gehele nacht niet slapen)
- Partiële slaaponthouding (een deel van de nacht niet slapen)
- Selectieve slaaponthouding (de proefpersoon wekken in een specifieke slaapfase; bijvoorbeeld tijdens de remslaap of tijdens de diepe slaap, een slaapfase die valt onder de non-remslaap)
- Vroege of late nacht slaaponthouding

## Dieronderzoek
Bij onderzoek met ratten, waarin ze zo lang mogelijk wakker gehouden werden, stierven deze uiteindelijk.. In dit onderzoek werden de ratten wakker gehouden door een draaiend platform dat in beweging kwam zodra uit fysiologische indices bleek dat de rat in slaap viel. De slaapgedepriveerde ratten werden (in vergelijking met controleratten met dezelfde lichamelijke activiteit maar normaler slaappatroon) steeds zwakker, verzorgden zich niet meer en konden hun lichaamstemperatuur niet meer regelen. Ondanks het feit dat zij meer gingen eten, verloren zij aan lichaamsgewicht. Het is niet bekend of de dood werd veroorzaakt door de disfunctie van de hersenen of door andere oorzaken, zoals een verstoord metabolisme of een verstoring van het immuunsysteem.

## Humaan onderzoek
Uit laboratoriumonderzoek blijkt dat slaapdeprivatie voor mensen over het algemeen minder ernstige gevolgen heeft dan voor dieren. Het onderzoek heeft o.a. aangetoond dat slaapdeprivatie leidt tot slaperigheid en een verminderd cognitief functioneren. Dit blijkt o.a. uit vergeetachtigheid, tragere reacties op prikkels uit de omgeving en het maken van fouten in taken die aandacht en concentratie vereisen.  Het kan ook leiden tot emotionele overgevoeligheid.
Bij langdurige onthouding van slaap (bijvoorbeeld enkele nachten aaneen helemaal niet slapen) kunnen soms hallucinaties optreden. Het lichamelijk prestatievermogen lijkt daarentegen minder schade te ondervinden van slaapdeprivatie.  Er is een geval bekend waarbij een 17-jarige jongen het presteerde om 264 uur (ongeveer 11 dagen) niet te slapen. Hierdoor verwierf hij zich een plaats in het Guinness Book of Records.
Laboratoriumonderzoek waarbij mensen alleen tijdens de droomslaap (remslaap) worden gewekt, laat zien dat zich een behoefte aan droomslaap lijkt op te bouwen. Als proefpersonen na een periode van remslaaponthouding weer normaal mogen slapen, lijkt het tekort te worden 'ingehaald' en wordt er relatief veel slaaptijd aan dromen (remslaap) besteed. De resultaten van dit onderzoek blijken echter niet altijd consistent. 
Ander onderzoek wijst uit dat het lichaam juist de neiging heeft om de diepe slaap (automatisch) te compenseren na een periode van slaaptekort. Dat impliceert dat 'slaapschuld' wordt opgebouwd door een gebrek aan diepe slaap.
Er bestaat ook een verband tussen depressie en slaapstoornissen, zoals blijkt uit een meer gefragmenteerde slaap, vaker en vroeger wakker worden. Onthouding van slaap is echter ook toegepast als behandeling van depressies.  Daarbij blijkt dat slaaponthouding juist leidt tot een vermindering van depressieve klachten. Bij totale slaapdeprivatie (helemaal niet mogen slapen) zijn de effecten het duidelijkst zichtbaar.

## Foltermethode
Slaapdeprivatie of gedwongen slapeloosheid is ook toegepast als foltermethode. Tijdens de Europese heksenvervolging was het tormentum insomniae een veelgebruikt middel, dat bijzonder effectief middel bleek om bekentenissen af te dwingen, maar niet voor waarheidsvinding. In de Sovjet-Unie onderwierp de NKVD gevangenen aan slaapdeprivatie en begin 21e eeuw gebruikten de Amerikanen het in het gevangenenkamp Guantanamo Bay.